# Neoachryson castaneum
Neoachryson castaneum là một loài bọ cánh cứng trong họ Cerambycidae.